# Công chúa Aurora
Công chúa Aurora (tiếng tiếng Hàn: 오로라 공주; Romaja: Orora Gongju, tiếng Anh: Aurora Princess) là một bộ phim truyền hình Hàn Quốc năm 2013 với sự tham gia của Jeon So-min, Oh Chang-seok, Seo Ha-joon, Park Yeong-gyu, Son Chang-min, Oh Dae-gyu, Kim Bo-yeon, Park Hae-mi, Kim Hye-eun, Lim Hyuk và Kim Young-ran. Phim được phát sóng hàng ngày lúc 19:15 trên MBC.
Phim được lồng tiếng trên kênh VTV9, dưới tên Công chúa Ohrora, được phát sóng vào lúc 17h00, bắt đầu từ tháng 1 năm 2018.

## Cốt truyện
Oh Ro-ra là một cô gái vừa tròn 25 tuổi, có gia đình sở hữu một tập đoàn thực phẩm lớn Chunwang Foods. Cả cha và mẹ của cô đều ở độ tuổi 70 và sự chênh lệch tuổi tác hơn 20 tồn tại giữa Ro-ra và ba người anh khác của cô - Wang-sung, Geum-sung và Soo-sung. Là con út trong một gia đình giàu có, Ro-ra rất quyến rũ, tự tin và có vẻ là một cô gái hư hỏng, hoang phí, nhưng cô ấy còn nhiều điều tốt hơn thế. Vì không ngại nói ra suy nghĩ của mình, cô đã can thiệp để cứu vãn cuộc hôn nhân của người anh hai 50 tuổi bằng cách loại bỏ người tình của anh ta, người đã nói dối về việc có thai. Một ngày nọ, cô phải lòng Hwang Ma-ma, một tiểu thuyết gia cáu kỉnh và cầu toàn. Nhưng thật trùng hợp, Ma-ma cũng có ba người chị gái khác và đồng thời, anh ấy cũng có một lỗ hổng có thể phá hủy mối quan hệ của họ...

## Diễn viên

### Gia đình Aurora
- Jeon So-min trong vai Oh Ro-ra (Aurora)
- Park Yeong-gyu trong vai Oh Wang-sung
- Son Chang-min trong vai Oh Geum-sung
- Oh Dae-gyu trong vai Oh Soo-sung
- Byun Hee-bong trong vai Oh Dae-san
- Seo Woo-rim trong vai Sa Im-dang
- Lee Sang-sook trong vai Jang Yun-shil
- Lee Ah-hyun trong vai Lee Kang-sook
- Lee Hyun-kyung trong vai Kim Sun-mi

### Gia đình Hwang Ma-ma
- Oh Chang-seok trong vai Hwang Ma-ma
- Kim Bo-yeon trong vai Hwang Shi-mong
- Park Hae-mi trong vai Hwang Mi-mong
- Kim Hye-eun trong vai Hwang Ja-mong

### Gia đình Seol Seol-Hee
- Seo Ha-joon trong vai Seol Seol-hee
- Im Hyuk trong vai Seol Kook
- Kim Young-ran trong vai An-na
- Choi Hyo-eun trong vai Lee-jeong

### Gia đình Sa-gong
- Im Ye-jin trong vai Wang Yeo-ok
- Kim Jung-do trong vai Park Sa-gong
- Jung Joo-yeon trong vai Park Ji-young
- Shin Joo-ah trong vai Park Joo-ri

### Diễn viên phụ
- Jung Yeon-joo trong vai Han Soo-da
- Kwon Hwa-woon trong vai Ho-joon
- Kim Se-min trong vai Yoon Hae-gi
- Lee Seung-ha trong vai quản lý của Versailles
- Song Won-geun trong vai Natasha
- Jeon Jung-ro
- Baek Ok-dam trong vai Noh Da-ji

## Tranh cãi
Trong suốt thời gian phát sóng gốc, Công chúa Aurora đã trở thành tiêu điểm cho các tin tức truyền thông với một cốt truyện đầy tranh cãi (gọi là makjang trong tiếng Hàn) và những rắc rối hậu trường.
Vào tập thứ 39, hai nhân vật Oh Geum-sung và Oh Soo-sung (anh trai của nữ nhân vật chính) đã bất ngờ lên đường sang Mỹ thăm vợ. Điều này có nghĩa là về cơ bản họ bị loại khỏi chương trình. Hai diễn viên đóng vai trên, Son Chang-min và Oh Dae-gyu, đã phàn nàn với nhà đài rằng họ không được thông báo trước về diễn biến này, và công ty của họ cũng vậy; tất cả mọi người, kể cả đoàn làm phim, chỉ phát hiện ra khi họ nhận được kịch bản trước khi các cảnh quay được quay. Đây được cho là quyết định của nhà văn Im Sung-han; các diễn viên trước đó đã bày tỏ sự quan ngại của họ với nữ biên kịch về thiên hướng kể chuyện. Báo chí Hàn Quốc cũng đã sử dụng thuật ngữ "cast kill" để chỉ xu hướng các bộ phim truyền hình trước đây của bà như Thiên đường tình yêu, Gia đình đá quý, New Tales of Gisaeng khi đột ngột giết chết các nhân vật. Về hậu cần sản xuất, các diễn viên bị sa thải vẫn nhận được mức lương cố định đã thỏa thuận trong suốt thời gian của bộ phim, bất kể thời gian chiếu. Nhưng động thái của nữ biên kịch có thể có sự phân rẽ về mặt pháp lý và bà đã bị chỉ trích vì thiếu chuyên nghiệp, vì các diễn viên đã ký vào bộ phim (và từ chối các đề nghị khác) với kỳ vọng rằng vai diễn của họ sẽ nổi bật.
Khi chương trình tiếp tục, Im đã viết ra nhiều diễn viên hơn (tổng số hơn 12), dẫn đến bầu không khí xấu đi trên phim trường và tai tiếng trên báo chí. Với việc một số nhân vật bị giết chết một cách bất cẩn, người xem đã đặt tên cho bộ truyện là "Cuốn sổ tử thần của Im Sung-han", với đỉnh điểm là cái chết của nam nhân vật chính Hwang Ma-ma (do Oh Chang-seok thủ vai). Sự bất mãn với nữ biên kịch trên càng dâng cao khi biết rằng một trong những thành viên của dàn diễn viên, Baek Ok-dam, là cháu gái của biên kịch. Cư dân mạng đã buộc tội bà vì tội gia đình trị khi vai trò của Baek trong phim được mở rộng sau vụ sa thải các diễn viên khác.
Công chúa Aurora đã nhận phải cảnh báo từ Ủy ban Tiêu chuẩn Truyền thông Hàn Quốc, trong đó viện dẫn rằng "nhiều cốt truyện vô đạo đức và ngôn ngữ thô thiển" của bộ phim là vi phạm tiêu chuẩn của bộ phim. Cùng với đó, phim cũng đã bị xử phạt vì nội dung không phù hợp với khán giả nhỏ tuổi vì được phát sóng vào đầu buổi tối lúc 19:15.
Khi xếp hạng phim tiếp tục tăng, bộ phim dài 120 tập ban đầu đã được gia hạn thêm 30 tập, nâng tổng số tập cuối cùng lên 150. Tuy nhiên, biên kịch phim đã yêu cầu thêm 50 tập (để nâng tổng số cuối cùng lên 200), nói rằng bà cần thêm thời gian để hoàn thiện cốt truyện của mình. Nhiều người đã gọi loạt phim là "sự xúc phạm đến trí thông minh của người xem", người xem sau đó đã tổ chức một bản kiến nghị để phản đối việc gia hạn và yêu cầu nữ biên kịch bị sa thải khỏi chương trình. Sau khi rò rỉ thông tin rằng Im được trả mỗi tập (gần 5 tỉ ₩ hoặc 5 triệu USD tổng cộng), bản kiến nghị đã đạt được sức hút hơn nữa; mục tiêu ban đầu là thu thập 1.000 chữ ký, nhưng cuối cùng bản kiến nghị lại thu được hơn 20.000 chữ ký. MBC cuối cùng cũng đã quyết định sẽ kết thúc bộ phim ở thời lượng 150 tập, nhưng vẫn giữ Im Sung-han làm biên kịch (mặc dù đài đã yêu cầu phải viết lại kịch bản của hai tập cuối). Vào ngày 11 tháng 12 năm 2013, Im Sung-han đã đăng một tâm thư trên trang web của chương trình rằng "cảm ơn cư dân mạng và các phóng viên đã luôn chỉ ra những sai sót của cô ấy và hy vọng rằng họ sẽ một lần nữa ghi nhận những sai sót của cô ấy."

## Giải thưởng và đề cử
| Năm  | Giải thưởng                                     | Hạng mục                                   | Đề cử            | Kết quả   |
| ---- | ----------------------------------------------- | ------------------------------------------ | ---------------- | --------- |
| 2013 | Giải thưởng Ngôi sao APAN lần thứ 2             | Diễn viên mới xuất sắc nhất                | Oh Chang-seok    | Đề cử     |
| 2013 | Giải thưởng phim truyền hình MBC lần thứ 32     | Phim truyền hình của năm                   | Công chúa Aurora | Đề cử     |
| 2013 | Giải thưởng phim truyền hình MBC lần thứ 32     | Giải diễn xuất vàng, nữ diễn viên          | Kim Bo-yeon      | Đoạt giải |
| 2013 | Giải thưởng phim truyền hình MBC lần thứ 32     | Giải diễn xuất vàng, nữ diễn viên          | Park Hae-mi      | Đoạt giải |
| 2013 | Giải thưởng phim truyền hình MBC lần thứ 32     | Diễn viên mới xuất sắc nhất                | Oh Chang-seok    | Đoạt giải |
| 2013 | Giải thưởng phim truyền hình MBC lần thứ 32     | Giải thưởng Nữ diễn viên mới xuất sắc nhất | Jeon So-min      | Đoạt giải |
| 2014 | Giải thưởng phim truyền hình Hàn Quốc lần thứ 7 | Giải thưởng Nữ diễn viên xuất sắc          | Jeon So-min      | Đề cử     |